# Francisco Aguirre (Fußballspieler, 1908)
Francisco Aguirre (* 30. November 1907, nach manchen Quellen 1908; † unbekannt) war ein paraguayischer Fußballspieler, der auf der Position des Mittelfeldspielers eingesetzt wurde. Er nahm mit der Nationalmannschaft Paraguays an der Fußball-Weltmeisterschaft 1930 in Uruguay teil.

## Karriere

### Verein
Aguirre spielte auf Vereinsebene für den Club Olimpia aus der Hauptstadt Asunción. Genauere Angaben zu seiner Vereinskarriere sind nicht überliefert.

### Nationalmannschaft
Francisco Aguirre stand 1930 im Kader Paraguays für die erste Fußball-Weltmeisterschaft in Uruguay. Er kam im zweiten Gruppenspiel gegen Belgien zum Einsatz. Die paraguayische Auswahl schied nach der Vorrunde aus dem Turnier aus. Aguirre spielte zudem die Südamerikameisterschaften 1929 und 1937. 1929 belegte Paraguay den zweiten Turnierplatz. Aguirre bestritt insgesamt vier Länderspiele.

## Erfolge
- Paraguayischer Meister: 1929, 1931, 1936, 1937